# زالي (إسفراين)
زالي (بالفارسية: زالی) هي قرية تقع في قسم بام الريفي (مقاطعة إسفراين) في إيران. يقدر عدد سكانها بـ 56 نسمة بحسب إحصاء 2016.